# Oliver Schenk (Politiker)

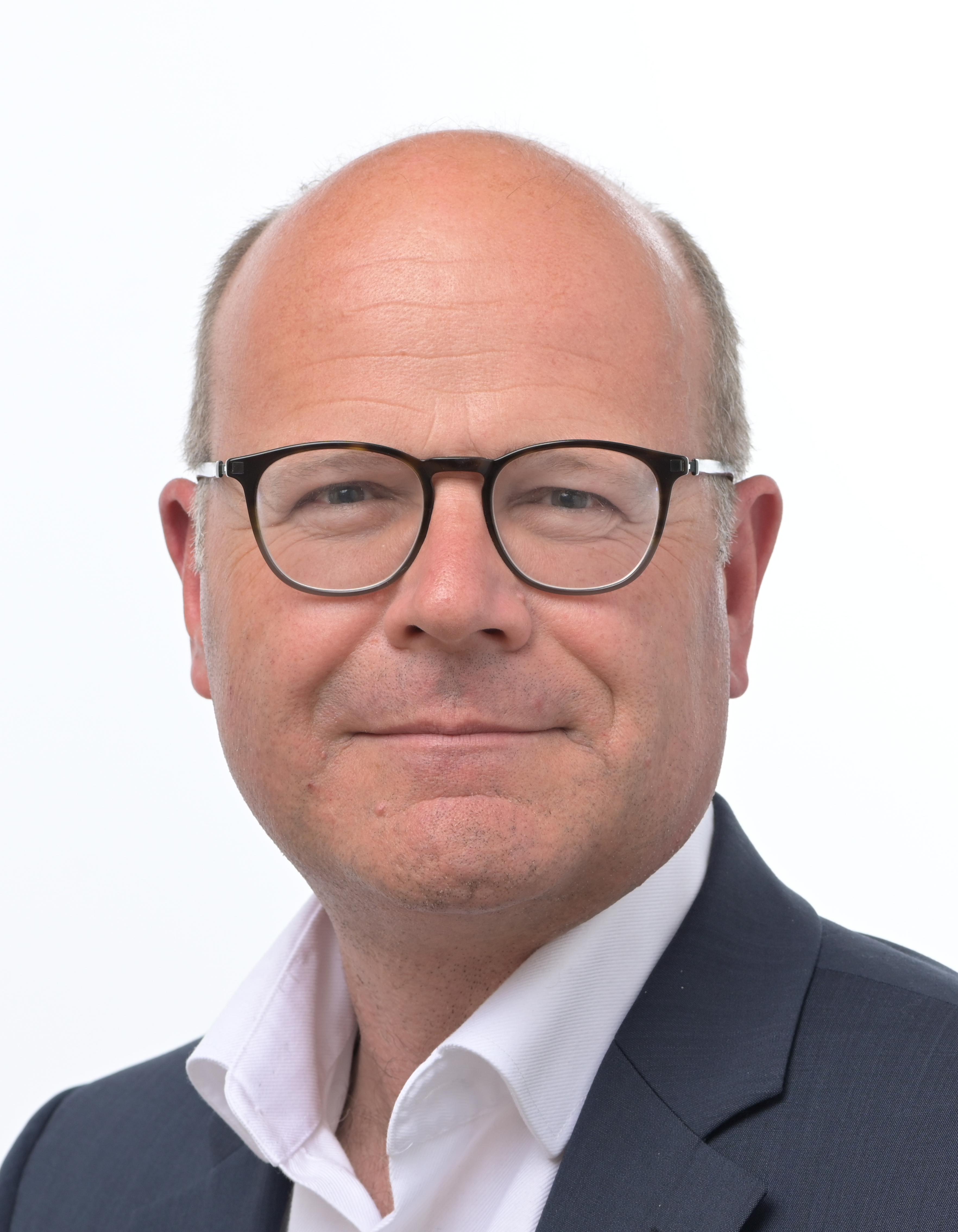
Oliver Schenk (2024)

Oliver Georg Ferdinand Schenk (* 14. August 1968 in Dachau) ist ein deutscher Volkswirt, politischer Beamter und Politiker (CDU). Von 2017 bis 2024 war er sächsischer Staatsminister für Bundesangelegenheiten sowie Chef der Sächsischen Staatskanzlei. Seit Juli 2024 ist er Mitglied des Europäischen Parlaments.

## Leben
Nach dem Abitur studierte Schenk Volkswirtschaftslehre in Münster und wurde Diplomvolkswirt. Anschließend arbeitete Schenk von 1994 bis 1999 im Sächsischen Staatsministerium für Umwelt und Landesentwicklung. Von 1999 bis 2002 war er zuerst Redenschreiber und dann Büroleiter des Finanzministers. Dann wurde er von 2002 bis 2005 Büroleiter des Sächsischen Ministerpräsidenten Georg Milbradt und fungierte in dieser Zeit auch als dessen Redenschreiber. Von 2005 bis 2009 wurde er dann Abteilungsleiter in der Sächsischen Staatskanzlei. Mit dem Amtsantritt von Stanislaw Tillich als Ministerpräsident des Freistaates Sachsen wechselte Schenk in das Sächsische Staatsministerium des Inneren. Ab 2010 wurde er Bereichsleiter der CDU-Bundesgeschäftsstelle in Berlin, ehe er 2014 Leiter der Abteilung Grundsatzfragen der Gesundheitspolitik und Telematik im Bundesministerium für Gesundheit wurde.
Am 18. Dezember 2017 wurde Oliver Schenk vom neugewählten sächsischen Ministerpräsidenten Michael Kretschmer zum Staatsminister für Bundes- und Europaangelegenheiten sowie Chef der Sächsischen Staatskanzlei ins Kabinett Kretschmer I berufen. Er wurde Nachfolger von Fritz Jaeckel. Im Kabinett Kretschmer II, welches am 20. Dezember 2019 gebildet wurde, wurde er Chef der Staatskanzlei und Sächsischer Staatsminister für Bundesangelegenheiten und Medien. Dieses Amt legte er mit Wirkung zum 15. Juli 2024 nieder, sein Nachfolger wurde Conrad Clemens.
Im September 2023 wurde Schenk Spitzenkandidat der CDU Sachsen für die Europawahl am 9. Juni 2024. Bei dieser wurde er ins Europäische Parlament gewählt.
Schenk lebt in Dresden und ist verheiratet.

## Mitgliedschaften
Schenk ist Mitglied der Europa-Union Deutschland, die sich für ein föderales Europa und den europäischen Einigungsprozess einsetzt und gehört der Europa-Union Parlamentariergruppe im Europäischen Parlament an.

## Schriften
- zusammen mit Bernd Augsburg: Demographischer Wandel als Herausforderung für die Politik in Sachsen., in: Dresdner Gespräche zum demographischen Wandel., 2008, S. 125–137.